# Katalytický přenos řetězce
Katalytický přenos řetězce je chemická reakce, kterou lze zabudovat do radikálových polymerizací za účelem jejich lepšího řízení.
Radikálové polymerizace vinylových monomerů, například methylmethakylátu nebo vinylacetátu jsou rozšířeným postupem průmyslové výroby polymerů. Nedostatkem těchto metod je, že rychlost radikálových polymerizací je obvykle tak vysoká, že i při krátkých reakčních časech jsou polymerní řetězce příliš dlouhé; takové polymery se například obtížně zpracovávají. Uvedené potíže lze vyřešit katalytickým přenosem řetězce, při jehož využití vznikají kratší řetězce. Dosahuje se jej pomocí katalytických přenosových činidel a radikálových iniciátorů.

## Historie
V roce 1975 bylo zjištěno, že porfyrinové komplexy kobaltu mohou snižovat molekulové hmotnosti polymethylmethakrylátu vzniklého radikálovou polymerizací methylmethakrylátu.
Při pozdějším výzkumu se ukázalo, že komplexy dimethylglyoximu jsou podobně účinné jako porfyriny, a přitom méně citlivé na vzduch. Díky nižší citlivosti na kyslík byly tyto katalyzátory zkoumány více než porfyriny a používají se i v průmyslu.

## Provedení

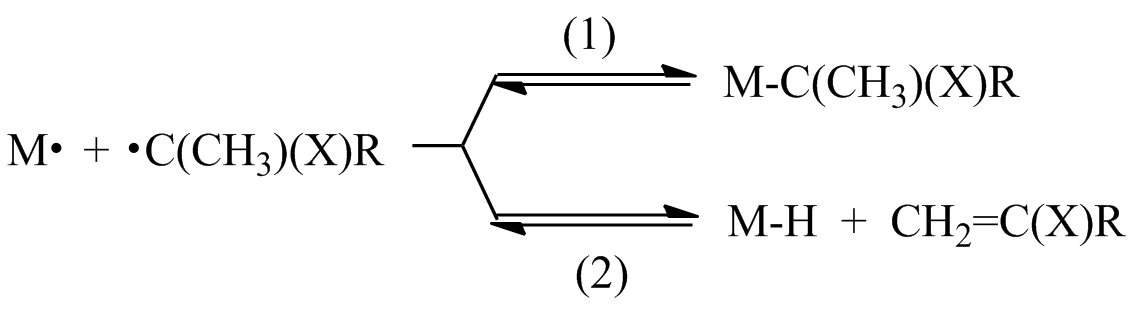

Reakce organických radikálů (•C(CH3)(X)R) s molekulami s radikálovými centry na kovech (M•) mohou vytvořit buď organokovový komplex (reakce 1), nebo hydrid kovu (M-H) a alken (CH2=C(X)R) přes metaloradikál M• odštěpením βvodíku z organického radikálu •C(CH3)(X)R (reakce 2).
Tyto reakce organických radikálů s komplexy kovů nabízejí několik možných mechanismů řízení radikálové polymerizace monomerů typu CH2=CH(X). Alespoň do některých může vstoupit řada různých komplexů, s radikálovými centry na atomech kovů i na jiných atomech.
Řízení molekulové hmotnosti produktů radikálových polymerizací alkenů lze dosáhnout pomocí komplexů mnoha přechodných kovů, jako jsou například CrI MoIII, FI, V0, TiIII, a CoII.
Reakce 2, vytvářející alken, může být katalytická, přičemž tyto katalytické přenosy řetězce se používají na snížení molekulových hmotností produktů radikálových polymerizací. Mechanismus katalytického přenosu řetězce začíná přenosem atomu vodíku z narůstajícího polymerního radikálu na kobaltnatý komplex, čímž vznikne polymer s vinylovou koncovou skupinou a hydrid kobaltu. Co(por)H nemá místa volná pro navázání nového alkenového monomeru na vazbu Co-H, která by dokončila přenos řetězce, a tak se do reakce musí zapojit i radikálový proces.
Nejlépe popsanými katalyzátory přenosu řetězce jsou nízkospinové kobaltnaté komplexy a organokobaltité sloučeniny, které zachytávají organoradikály nutné k živému průběhu radikálové polymerizace.
Hlavními produkty polymerizací s katalytickým přenosem řetězce jsou polymery s vinylovými koncovými skupinami. Významnou nevýhodou tohoto postupu je to, že nevytváří makromonomery; místo toho vznikají adičně-fragmentační činidla. Při reakcích těchto činidel s narůstajícími polymerními řetězci radikálové koncové skupiny atakují vinylové skupiny a vytváří nové vazby, produkty těchto reakcí ale mají tak silné sterické efekty, že se rozpadají, což vede k telechelickým polymerům.
Adičně-fragmentační činidla mohou vytvářet kopolymery se styreny a akryláty, kde nejprve vznikne blokový kopolymer , který se poté naváže do hlavního polymerního řetězce. I když jsou s použitím methakrylátů dosažitelné vysoké výtěžky makromonomerů, tak při polymerizacích akrylátů a styrenů vznikají v menší míře; příčinou jsou interakce radikálových center s katalyzátorem.

## Využití
Katalytický přenos řetězce byl zaveden do průmyslu již krátce po objevení. První využití spočívalo ve výrobě reaktivních makromonomerů pro barvy využívané v automobilovém průmyslu. Omezení vztahující se na těkavé organické látky vedlo k omezování využívání rozpouštědel a nízkomolekulární produkty katalytických přenosů řetězce jsou často kapalné. Zavedení monomerů jako je glycidylmethakrylát nebo hydroxyethylmethakrylát do makromonomerů usnadnilo vytvrzování. Makromonomery obsahující hydroxyethylmethakrylát lze použít jako disperzní činidla pro pigmenty. Uvedené polymery lze velmi účinně vyrábět emulzními polymerizacemi.
Vinylové koncové skupiny slouží jako adičně-fragmentační činidla a mohou být použity na tvorbu multiblokových kopolymerů.